# 内酰胺

从左至右：β-内酰胺、γ-内酰胺、δ-内酰胺和ε-内酰胺

内酰胺（左）与内酰亚胺（右）互变异构

内酰胺（lactam）即环状的酰胺，由氨基羧酸除去水后生成的一种环酰胺，与内酰亚胺（lactim）是互变异构体。术语 lactam 是 lactone（内酯）与 amide（酰胺）的混成词。
内酰胺命名时用希腊字母表示环的元数：β-内酰胺（四元环）、γ-内酰胺（五元环）、δ-内酰胺（六元环）、ε-内酰胺（七元环）等。在中性pH条件下，碱基主要以内酰胺形式存在。

## 合成
内酰胺可通过多种方法合成：
- 肟在酸催化下发生贝克曼重排反应。
- 环酮与叠氮酸发生Schmidt反应。
- 氨基酸环化。
- “卤内酰胺化反应”（iodolactamization）[3]：烯烃与碘反应生成卤鎓离子和亚胺盐作用得到卤代内酰胺。

- 铜催化下炔烃与硝酮发生1,3-偶极环加成反应（Kinugasa反应）

## 反应
- 内酰胺聚合生成聚酰胺。